# Castillo de Kronovall
El Castillo de Kronovall (en sueco: Kronovalls slott) es un chateau en la municipalidad de Tomelilla, Escania, Suecia. En la actualidad este lugar opera un hotel, restaurante, cafetería y sala de conferencias.

## Historia
A principios del siglo XVII, el consejero danés Anders Sinclair, gobernador en Landskrona, es mencionado como el propietario de Kronovall. 
Kronovall fue vendido en 1668 al noble sueco Gustaf Persson Banér (1588-1644), Gobernador General de Escania. El edificio principal tiene dos plantas y fue construido en 1760. Fue reconstruido en 1896 por Carl Gustaf Sparre en estilo barroco francés con torres que sostienen las alas, según dibujos de Isak Gustaf Clason (1856-1930).